# 임재청
임재청(1984년 2월 21일 ~ )은 KBO 리그 전 한화 이글스의 선수이다.
2002년 신인 드래프트에서 2차 4순위로 지명되었으나 동아대학교에 진학하였고, 졸업 후인 2006년 한화 이글스에 입단하여 주로 2군에서 활동하고 있다. 2008년 시즌 종료 후 방출되었다.

## 출신학교
- 경남고등학교
- 동아대학교